# Belciana biformis
Belciana biformis là một loài bướm đêm trong họ Noctuidae.